# Le Rêve Botticelli
 (avril 2025).
Motif : Absence de sources
- Archive Wikiwix
- Bing
- Cairn
- DuckDuckGo
- E. Universalis
- Gallica
- Google
- G. Books
- G. News
- G. Scholar
- Persée
- Qwant
- (zh) Baidu
- (ru) Yandex
- (wd) trouver des œuvres sur Wikidata

| 1. | Préciser le motif de la pose du bandeau. | Précisez le motif de la pose du bandeau en utilisant la syntaxe suivante : {{admissibilité à vérifier\|date=juin 2025\|motif=remplacez ce texte par le motif}}                          |
| 2. | Informer les utilisateurs concernés.     | Pensez à avertir le créateur de l'article, par exemple, en insérant le code ci-dessous sur sa page de discussion : {{subst:avertissement admissibilité à vérifier\|Le Rêve Botticelli}} |

 (janvier 2022).
Si vous disposez d'ouvrages ou d'articles de référence ou si vous connaissez des sites web de qualité traitant du thème abordé ici, merci de compléter l'article en donnant les références utiles à sa vérifiabilité et en les liant à la section « Notes et références ».
Le Rêve Botticelli est un roman historique de l'écrivaine Sophie Chauveau, deuxième volume de sa trilogie consacrée à la vie de Florence pendant la Renaissance italienne.

## Présentation
Sous le règne de Laurent le Magnifique, Florence, la capitale toscane, connaît un extraordinaire renouveau qui ne survivra guère à la mort du Magnifique. Le roman de Sophie Chauveau entraîne le lecteur dans la vie quotidienne de Florence à travers celle des peintres qui ont marqué son apogée.
Le plus doué des élèves de Fra Filippo Lippi, un certain Alessandro Filipepi qui est, depuis son enfance, surnommé  « Botticelli » à cause du surnom de sa famille (petits tonneaux), va propulser Florence au sommet de l'art pictural de la Renaissance. Avec son équipe de Florentins, il sera maître d'œuvre de la Chapelle Sixtine et un créateur de génie avec en particulier sa peinture  Le Printemps. Il poursuivra son œuvre même pendant l'époque terrible où sévit Savonarole et ses adeptes.
Il regrette le départ de Léonard de Vinci, son exil volontaire à Milan, même si leur relation est conflictuelle, faite de rivalité et d'amitié. Adulé de son vivant et vite oublié par sa petite patrie, puis oublié de tous, il[Qui ?] reste le symbole de l'apogée de la Renaissance florentine.

## Résumé et contenu
C'est d'abord l'histoire d'une amitié, même si elle est difficile  entre deux épisodes de deux rivaux illustres : Sandro Botticelli et Léonard de Vinci. Nul n'est prophète en son pays et ce dernier va quitter Florence pour le Milan de Ludovic le More en 1478. Après la conjuration des Pazzi, la paix avec le pape Sixte IV passe par un « prêt » des grands artistes florentins au Vatican : Botticelli bien sûr, mais aussi Domenico Ghirlandaio, Cosimo Rosselli, Filippino Lippi, Le Pérugin, Luca Signorelli, Antonio Pollaiolo et Fra Angelico. Ils vont en particulier décorer la capella magna, celle qu'on appellera bientôt la Chapelle Sixtine.
À Sandro Botticelli sont dévolus deux épisodes de la vie de Moïse et une Tentation de Christ selon saint Luc. Sa réalisation est un travail d'esclave tant les délais sont de taille réduite. Mais ils y parviendront enfin en 1480. De retour à Florence, ils rencontreront les mêmes difficultés et seuls Ghirlandaio et Fra Diamante finiront le travail.

## Résumé plus détaillé
Florence 1473
Filippo Lippi est mort depuis 8 ans. Sandro Botticelli s'occupe de l'atelier et fait vivre la famille Lippi. Filipino, dit Pipo, est son élève et son amant déluré, tandis que Sandro est timide. Il est d'une famille de 8 enfants, dont les 4 derniers, des filles, sont toutes mortes les unes après les autres. Lui était toujours malade. Il se rongeait les ongles au sang et c'est du bout de ses doigts sanglants qu'il a commencé à dessiner. La ligne est pour lui fondamentale.
Sandro a 27 ans. Il est déjà célèbre. Il décide de prendre Pipo comme modèle pour son St Sébastien, criblé de flèches. Pipo n'a que 15 ans et sa sœur Sandra, filleule de Sandro, 12 ans. Sandro vit avec, et fait vivre, toute sa famille Filipepi. Ils sont surnommés BOTTICELLI (petits tonneaux) car tout petits et ronds, sauf Sandro, au contraire très grand et mince. Grand échalas qui n'aime pas manger. Il est entouré d'un grand nombre de chats qui l'adorent.
Sandra est amoureuse de Sandro et voudrait poser pour lui qui a des sentiments mitigés pour Lucrezia, la veuve de Filippo Lippi. Diamante, vieux, vit toujours avec les Lippi. Il n'est pas retourné depuis bien longtemps chez les Carmes.
Au vernissage du Sébastien, Laurent le Magnifique, compliment Sandro avec des mots justes. Mais Sandro, sur les conseils que lui avait donnés Filipo, se méfie de Laurent. En revanche, les compliments de Julien, petit frère de Laurent, ami d'enfance de Pipo, le touchent.
Leonard de Vinci, 20 ans, arrive au vernissage, au grand bonheur de Sandro qui espérait sa venue depuis qu'il avait vu ses dessins chez son maître Verrocchio. Pipo est attiré par la beauté de Leonard qui estime que seuls Masaccio, Giotto et l'Angelico, outre son maître, ont apporté quelque nouveauté à la peinture. Filippo Lippi était un grand peintre, mais pas un novateur.
Sandro et Leonard se trouvent de nombreux points communs : végétariens, "ignorants" car ne connaissant pas le latin, grands, amoureux des animaux (Leonard des oiseaux essentiellement : il en achetait aux marchands et les libérait), chevelus.
Giorgio Vespucci, ami d'enfance de Sandro, donne une grande fête en l'honneur de son retour d'ambassade auprès du roi de France. Les 3 plus belles femmes de Florence y sont : Eleonore d'Aragon, 17 ans, fille du roi de Naples, promise au duc d'Este ; Alberia Albizzi, 16 ans, la seule Florentine et Simonetta, 18 ans, femme de Mario, neveu de Vespucci et frère d'Amerigo.
Simonetta, d'une beauté époustouflante, est élue reine de la soirée. Politien et Julien lui dédient leurs poèmes plus beaux que ceux de Laurent, ce qui le met hors de lui. Julien lui enjoint de se calmer. Puis il demande à Sandro de lui exécuter le portrait de Simonetta. Leonard le met en garde contre la difficulté à le réaliser.
Simonetta est née à Gênes de Cattaneo et Violante. Elle raconte son enfance à Sandro pendant qu'il la peint. Au bout de quelques mois elle pose nue. Pendant toute une année Sandro la dessine sous toutes les coutures. Il a totalement clôturé l'espace chat dans l'atelier. C'est là qu'il la peint. Simonetta se demande ce que Sandro attend réellement d'elle. Pendant ce temps elle est devenue la maîtresse de Julien Medicis qui la veut insassiablement. Elle raconte à Sandro l'histoire de sa famille qui a connu la gloire puis a été exilée sur le rocher de Piombino, au bout d'une presqu'île en face de l'île d'Elbe, protégée par Saint Tropez où tous les ans, les pêcheurs de ce petit village provençal viennent en pèlerinage. St Tropez, de son vrai nom Crius Silvus Torpe a osé reprocher à Néron de braver Dieu, l'unique, celui des chrétiens, lors d'une fête. Néron l'a fait donner aux lions affamés qui n'en ont pas voulu. Miracle ! On l'attache alors à une colonne dans Pise pour le lacérer à coups de fouets. Il prie et ses liens se dénouent. Miracle ! On le redonne aux lions qui le dédaignent à nouveau. On décide alors de lui couper la tête mais pas à Pise, pour ne pas porter malheur à la cité. On l'embarque avec le bourreau un chien et un coq jusqu'au rocher de Piombino où le bourreau remplit son office et remet le corps de Torpe dans la barque qui dérive jusqu'à l'anse de Saint Tropez.
Simonetta a envie de Sandro, elle le lui fait comprendre, le lui dit, mais lui, bien qu'amoureux aussi, ne peut franchir le pas.
Simonetta meurt brusquement sans raison apparente. Tout Florence est en larmes, en particulier tous ses amoureux. Pour se consoler les amis artistes, Politien, Leonard et Sandro se retirent pour boire. Dans la discussion Leonard reproche à Sandro de ne pas travailler les fonds. Sandro se met en colère et barbouille 2 panneaux finis.
Le lendemain de la mort de Simonetta, Pipo dit à Sandro qu'il le quitte pour Léonard parce qu'il lui reproche surtout de "ne pas vivre". Politien essaie de consoler Sandro et lui avoue qu'il n'a jamais fait l'amour, ni avec un homme, ni avec une femme. Sandro se réfugie chez Lucrezia que Pipo a aussi quitté pour vivre hors de la famille. Sandra en profite pour reposer sa candidature comme modèle et pour "être aimée, c'est mon tour".
26/4/78 Voilà 2 ans que Pipo a quitté Sandro. Lors de la messe de Pâques, 2 ans jour pour jour après la mort de Simonetta, lors de la messe de Pâques Julien est assassiné de 19 coups de couteaux par des conjurés, dont Pazzi, Bandini et Baroncelli. Laurent est blessé au cou mais il peut se défendre. Le petit cousin Lorenzo, en arrêt devant le corps de Julien est pris à bras par Politien qui tire aussi Sandro totalement sans réaction. Laurent parvient à se glisser au milieu d'eux pour s'enfuir. Les Medicis renversent la situation. Laurent réclame la mort de tous les conjurés. La populace se déchaîne, on assiste à des massacres sans nom. Les conjurés sont pendus pas le cou, par les pieds (ils meurent plus lentement), sont découpés en morceaux.
Jacopo Pazzi, l'ancêtre, chef du clan, a réussi à se sauver, mais il est rattrapé, pendu, enterré dans le caveau familial à Santa Croce. Sacrilège ! Un déluge s'abat sur la Toscane, la foule pense que c'est dû au sacrilège. Elle arrache Jacopo de son tombeau le fouette et le jette dans l'Arno. Le beau temps revient. D'autres le ressortent, le pendent, le battent le rejettent dans l'Arno … L'un des conjurés qui a reculé au dernier moment, donne la liste de tous les conjurés et de leur instigateur : le pape. Il n'est pas épargné pour autant et a la tête tranchée.
Laurent demande à Politien de relater toute la conjuration en vers et commande à Sandro un tableau pour chaque pendu que Sandro doit exécuter sur le vif, dans une puanteur exécrable qu'il supporte très mal.
Pendant que Sandro peint, Léonard passe le voir. Ils ne se sont pas vus depuis le départ de Pipo. Léonard est jaloux de la commande et demande à Sandro de partager l'argent. "Je peux le partager, mais pas le dégoût" lui répond Sandro. Léonard ne voit que l'intérêt artistique. Sandro est humainement bouleversé. Léonard reconnaît que Sandro crée quelque chose d'admirable et lui dit qu'il est le plus grand peintre de Florence.
On cesse de pendre. Sandro n'a plus de modèles : On expose ses tableaux au Palazzo Vecchio. Il a honte, est furieux car rien n'est fignolé, achevé ! "C'est bien à Léonard qu'on aurait dû les commander". Il sombre de plus en plus dans la mélancolie.
L'occultisme envahit tout. Marsile Ficin est son propagandiste auprès des Grandi. Même Sandra fait des prédictions.
Vespucci commande à Sandro un Saint Sébastien pour l'église Ognissanti. Cristoforo Landino lui demande d'illustrer son Dante.
Sandro se livre à la débauche dans des bordels homo, alors que sa maison est de plus en plus squattée par la famille toujours plus nombreuse. Un matin il croise Léonard qui en sort également. Pipo y est chez lui. Léonard raccompagne Sandro et demande à voir son Sébastien qui … lui ressemble. Leur amitié se noue sur leurs accords Pic de la Mirandoleturaux. Léonard a même essayé des fonds à l'éponge ; il approuve le résultat sous réserve de le retravailler car on y trouve tout dedans. Mais Léonard a peu de commandes alors que Sandro croule. Tous 2 doutent de leur art. "Un peintre qui ne doute pas ne fait pas de progrès".
Pour sceller la paix que Laurent impose au pape Sixte IV, il propose d'envoyer à Rome les meilleurs artistes Florentins pour décorer la chapelle Sixtine. Il nomme Sandro maître d'œuvre et lui adjoint Ghirlandaio, Le Perugin, et Luca Signorelli. Pas Pipo, ni Leonard. Celui-ci incompris à Florence annonce à Sandro son départ pour Milan comme ingénieur militaire. Il grouille d'inventions pour mettre fin aux combats car il a horreur de la guerre.
Le voyage vers Rome voit Sandro avec une forte rage de dents. L'œuvre à accomplir est gigantesque. Ils ont un peu plus d'un an. Le pape veut le portrait de tous ses prédécesseurs, dont on n'a aucune idée des traits. Sandro fait comme pour son Sébastien, il invente mais en se référant à ceux qu'il connaît. C'est ainsi que l'on trouve un air de famille à tous ces papes.
Il faut aussi représenter l'ancien et le nouveau testament. Le délai s'avère vite impossible à tenir bien qu'il y ait un fort débit à payer en cas de retard, d'autant qu'une certaine jalousie règne entre les artistes. Ils emploient des aides romains, pas très bons, en font venir de Florence. Ils finissent par se soutenir devant la nécessité. Sandro fait même venir Diamante.
Son père meurt, Diamante lui dit de cavaler à Florence pour l'enterrement ce qu'il fait. Là il se rend compte qu'il n'a jamais aimé son père et, pire, qu'il hait sa mère. Seul son frère Antonio, l'orfèvre, trouve quelque grâce à ses yeux. Mais il aime Lucrezia et Sandra et ses artistes restés à Rome. C'est chez elles qu'il passe sa seule nuit à Florence. Au retour il décide de confier à Diamante la réalisation d'un de ses panneaux. Diamante enfin reconnu, sur la fin de sa vie. Il faut l'aider à monter sur les échafaudages, mais il signe un panneau à la chapelle Sixtine, parmi les grands.
A peine Diamante enterré Sandro reçoit une commande de Laurent : décorer sa maison de Volterra avec toute l'équipe de Rome, Pipo en plus. Pipo qui redevient son amant et le quitte à nouveau.
Après Volterra Sandro est le plus grand, les commandes affluent. Il y a beaucoup de monde à l'atelier. Il ne se sent bien qu'auprès des Lippi où Sandra ne cesse de lui répéter qu'il devra l'aimer.
Laurent veut marier Lorenzo à Semiramide, nièce de Simonetta et fille du roi de Piombino. Mais Lorenzo a une réputation de débauché qui aurait transpiré jusqu'à Piombino. Aussi Laurent veut-il offrir un tableau magnifiant la vertu à Semiramide. Il le commande à Sandro qui ne se presse pas de le réaliser. Il a d'autres priorités. Pendant ce temps, Pipo fait scandale à Brancacci en représentant les Grandi plus petits que ses amis et ses proches. Le plus grand et le plus beau personnage est figuré par Sandro.
Lorenzo rend visite à Sandro pour voir son tableau sur la vertu … pas encore commencé. Ils se trouvent des affinités et sympathisent. Lorenzo affirme que Sandro est le plus grand. Donc Sandro décrit à Lorenzo son Pallas. Son neveu Luca et les élèves notent cette description. Luca lui prépare même un panneau dans la nuit, si bien que le lendemain Sandro attaque le tableau et le mène rapidement à terme. Sandro apprécie de plus en plus Luca qui a appris à lire tout seul dans Dante et dirige fort bien l'atelier. Il décide d'en faire son héritier e de le présenter dans le monde.
La  Pallas va être présentée à la famille de Semiramide et aux Florentins. Sandra et Pipo arrivent ensemble, ce sont les 2 plus beaux. Les Toscans disent des femmes belles comme Sandra "épileuses de jeunesse, diables incarnés, fabricantes d'enfer". L'admiration pour la Pallas est unanime. Sandro est content. Lorenzo est dans une telle admiration devant Sandra qu'il commande son portrait à Sandro. Sandra voit enfin venir le jour où elle sera le modèle de son parrain.
C'est le printemps. Il pleut depuis des mois à Florence. Sandro ne peut travailler à cette commande. Tout est triste. Lorenzo propose à Sandro qu'ils se rendent dans sa propriété de Castello avec les amis. Il y fait meilleur. Là Sandro assiste pour la première fois à l'éclosion du printemps dans la nature. Il est émerveillé. Il portraiture tout le monde repoussant sans cesse le moment de peindre Sandra. Mais il faudra bien qu'il réalise la commande de Lorenzo. En attendant Sandro crée des coiffures, des robes, des chaussures.
Semiramide figurera dans le Printemps en Vénus, Lorenzo en chasseur et Sandra est au centre du tableau : la Primavera. Il n'y a plus que son visage à peindre. Plus de 120 fleurs différentes sont sur le tableau. Les cartons de Simonetta ont été repris pour figurer les 3 Grâces. Finalement il peut représenter le visage Sandra le jour où il lui voit les yeux gris.
Pour le mariage de Lorenzo et Semiramide, le Printemps est dévoilé. Admiration générale. Verrocchio demande s'il peut en faire réaliser une copie par Piero di Cosimo. Pipo aussi veut en faire une copie. Ficin décrit le tableau et invente le terme de "morbidezza" qui s'applique à "ce qui est beau, sublime, profond et affecté d'une peine légère".
Sandro parvient à s'échapper en catimini du mariage, mais Lorenzo le suit et le rattrape. Il lui dit "c'est avec toi que je veux passer ma nuit de noces, mais c'est la première fois."
Semiramide vient voir Sandro pour lui commander un tableau, "Vénus et Mars", qui ramène son mari volage à la maison maintenant qu'elle est enceinte de 3 mois. Par ailleurs Sandra lui dit que Lorenzo la courtise de plus en plus. Il ne peut supporter ces 2 faits et rompt avec Lorenzo. En fait Sandra avait cédé enfin à Lorenzo avant qu'elle ne parle à Sandro de la cour que lui fait Lorenzo.
Semiramide souhaite appeler sa fille Sandra et que Sandro soit son parrain. Il livre Vénus et Mars pour le baptême, se réconcilie à vie avec Lorenzo et          apprend en même temps que Sandra a été la maîtresse de Lorenzo, mais qu'elle vient de le quitter. Lorenzo, malheureux veut garder une image nue de Sandra. Il demande à Sandro de faire Sandra en Vénus.
Voilà 3 mois que Lorenzo lui a commandé sa Vénus et a payé un montant qui n'avait jamais été atteint. Mais Sandro n'a rien commencé. Luca s'en inquiète. Il va s'en ouvrir à Sandra qui est attirée par le beau Pic de la Mirandole de la Mirandole. Il lui demande de se débrouiller pour que Sandro entreprenne la commande de Lorenzo. Elle va à l'atelier. Ils ne s'étaient pas vu dans l'intimité depuis un bon moment. Elle arrive à le convaincre de commencer ce tableau et pose enfin nue pour lui. Elle a 27 ans.
Sandra pose nue à l'abri des regards comme sa mère pour Lippi. Un jour elle prend l'initiative et le conduit au plaisir. Pour la première fois avec une femme ! Il est enfin amoureux. Sandra le rend heureux comme il ne l'a jamais été. Mais en même temps il est gêné vis à vis de Lucrezia et de Pipo qu'il aime toujours. Sandra est la plus heureuse des femmes. Elle tombe enceinte au grand désespoir de Sandro qui ne veut pas d'un enfant. Il le refuse de toutes ses forces. Sandra se confie à sa mère qui lui dit qu'elle doit le comprendre. Elle va alors tout avouer à son frère dépité que son premier amour ait tourné casaque, avec sa sœur qui plus est ! Mais il faudra qu'il l'épouse. Sandro refuse. Pipo le bat terriblement. Luca s'interpose et le sauve. Pipo aperçoit Vénus et y voit la douleur de Sandra. Il comprend que jamais Sandro ne l'épousera. Pour sauver sa sœur du déshonneur il faut qu'il lui trouve un mari : Gian Carlo de Massino qui acceptera l'enfant sans chercher à savoir qui est le père. Sandra a du mal à accepter ce mariage. C'est Pic de la Mirandole qui trouve les arguments convaincants. Le mariage va avoir lieu rapidement. Elle est dotée par les Medicis qui organisent un mariage princier.
Sandro est très long à guérir des blessures que lui a infligées Pipo. Plusieurs mois, mais les blessures de l'âme sont inguérissables. Il ne travaille plus du tout, est reclu avec ses chats. L'atelier ferme. Luca licencie tout le monde.
Pendant ce temps, Fra Girolamo, Savonarole, introduit par Pic de la Mirandole prend de l'importance. Politien arrive à entraîner Sandro écouter Savonarole. Il apprend ainsi que Pipo, qui n'est pas touché par celui-ci, a fait édifier à Spolète un monument à la mémoire de son père. Sandro se rend compte qu'il n'apprend qu'un an et demi plus tard l'hommage qui a été rendu à son maître, sans qu'il y soit convié.
Il reprend peu à peu ses pinceaux, réembauche se remet sur les commandes en souffrance. Il ne comprend pas comment Politien et Pic de la Mirandole peuvent s'enticher de Savonarole qui s'en prend ouvertement aux Medicis, leurs bienfaiteurs. Il prédit la mort de Laurent qui est effectivement très mal. Un médecin de Milan lui a fait prendre une décoction à base de diamants pilés et de perles. Laurent en est mort, asssassiné.
A l'enterrement il aperçoit Sandra tenant un bébé. Il n'ose même pas les regarder.
Giovanni, le père de Luca meurt. Simone, autre frère parti depuis 20 ans revient. Sandro est heureux de le retrouver. Ils projettent d'acheter ensemble une maison à la campagne « Carpe Diem ». Mais Sandro est déçu car Simone tombe lui-aussi sous la coupe de Savonarole. Piero Medicis est un piètre chef. Florence est en déconfiture. 8 ans déjà qu'il a rompu avec Sandra.
Charles VIII roi de France est aux portes de Florence, en partance pour la croisade. On ne sait s'il vient en ami ou en conquérant. Piero Medicis est de plus en plus détesté sous les discours haineux de Savonarole. Il est chassé de Florence ainsi que tous les Medicis. Savonarole est délégué auprès du roi de France pour négocier avec lui. Il prêche ! Pic de la Mirandole de son côté prépare un discours de bienvenue. Lorsque Charles VIII arrive dans Florence, Pic de la Mirandole n'est pas là pour lire son discours. On attend et on apprend qu'il a été assassiné. Sandro se rend chez Politien pour se consoler mutuellement. Il le trouve allongé car il est tombé dans l'escalier en apprenant la mort de Pic de la Mirandole et s'est brisé la colonne vertébrale. Il meurt dans les bras de Sandro.
Savonarole décide de les faire inhumer en habit de moines avec le titre posthume de frères dominicains. Lors de la messe d'enterrement Pipo et Sandro se retrouvent. Pipo convie Sandro chez lui.
Savonarole rencontre Charles VIII en tête à tête pendant 2 heures et les français s'en vont. Savonarole est au pouvoir. Les interdits pleuvent. La sodomie est punie de mort. Simone le frère de Sandro qui soutient Savonarole le protège. Vespucci fait partir pour Rome le jeune Michel Ange, son nouveau protégé qui admire et copie en cachette Sandro.
Les interdictions sont de plus en plus nombreuses et fortes. Les images impies sont pourchassées. Sandro craint pour ses œuvres et ses cartons. Avec Pipo ils décident de quitter Florence en emportant le principal de leur œuvre. Ils veulent emmener Lucrezia, celle qui avait fait scandale car elle est en danger. Un soir ils partent pour lui dire de se préparer à partir pour le lendemain, mais ils sont attaqués et battus à mort par un groupe de personnes qu'ils n'identifient pas. Ils sont au plus mal. Pipo n'a qu'un bras cassé, le droit mais il est gaucher, en plus des nombreuses contusions. Sandro est bien plus gravement atteint. Les 2 jambes brisées, il ne retrouvera pas l'usage de l'une d'entre elles. Il va rester infirme. Luca va prendre des nouvelles de Pipo et revient avec Lucrezia. Il y a 10 ans qu'ils ne se sont plus vus. Tous 2 pleurent.
Un matin au début de l'été Sandro demande à Luca de lui préparer un panneau de petit format. En 3 jours, sans étude préparatoire, sans retouche, sans repentir il peint "L'abandonnée" ou "La délaissée" : Une jeune femme aux longs cheveux bouclés assise sur un escalier tient sa tête dans ses mains la tête penchée. Il le donne à Pipo en lui disant qu'il l'a fait pour lui. Pipo l'emporte chez sa mère en espérant que Sandra, un jour, tombe sur lui.
Le 23/06/1497 le glas sonne : la pape a excommunié Savonarole ! La foule peut enfin revivre. Les cabaretiers rouvrent. C'est le début de l'été, ça tombe bien. C'est carrément la débauche pour toute cette foule brimée depuis 2 ans. Sandro ne le supporte pas. Il veut partir et tous s'en vont pour Carpe Diem. Luca et Pipo ont aménagé un atelier pour que Sandro puisse travailler malgré son infirmité. Il est heureux, il a retrouvé l'amitié de Lucrezia et l'amour de Pipo même si ce n'est plus la passion. Luca se marie avec Lucciana, Sandro lui offre sa dot.
Vespucci apporte des nouvelles de Lorenzo, prêt à rebondir. Florence : la peste est de retour. Pipo et Sandro retournent à Florence. Pipo va chez sa mère, mais elle est partie chez sa fille. Sandro est seul à l'atelier. Sa mère et ses sœurs lui apprennent qu'Antonio est malade et que Simone aide Savonarole à lutter contre la peste en jetant les cadavres dans l'Arno. Sandro va voir Antonio qui lui dit son admiration, Sandro le serre dans ses bras malgré les mises en garde. Antonio meurt, le mari de Sandra aussi.
Mais bientôt les ponts sont bouchés, ça empeste. Il faut retirer les cadavres et les brûler pour que l'Arno recommence à couler. Ce à quoi s'attelle Savonarole secondé de Simone avec toutes ses troupes. Bien qu'excommunié il reprend du pouvoir. L'Arno libéré la peste s'éloigne. Florence retrouve sa liesse.
Savonarole prépare le bûcher des vanités dans lequel tout le monde devra venir brûler ce qui est vanité. Les artistes sont conviés à y jeter toutes leurs œuvres impies. Par crainte que les jeunes armées de Savonarole viennent prendre leurs plus belles oeuvres Sandro et Pipo les mettent à l'abri et en quelques jours peignent plusieurs tableaux quelque peu licencieux et les apportent eux-mêmes sur le bûcher. Savonarole allume le feu ce 27/02/1498. Sandro ne l'aime pas mais ne le déteste pas car il ne met pas les juifs au bûcher comme Vespucci dit que le font les inquisiteurs en Espagne et en Allemagne.
Michel Ange doué, ombrageux, jaloux, avare bien que noble de naissance n'a rien apporté. On le lui reproche "je n'ai pas la force, si vous avez celle de porter mon David, allez le chercher".
Autour du brasier Sandro aperçoit Sandra. Pipo lui dit "Allons chez Lucrezia Sandra a vu l'Abandonnée, elle a pleuré et elle a compris." Mais il ne veut pas aller chez Lucrezia.
C'est Sandra qui vient à l'atelier. Enfin ! Elle lui dit que son fils Giacomo est au courant de tout et ne lui en veut pas.
L'atelier de Sandro est un lieu de paix et de discussion où se rencontrent les adversaires et les partisans de Savonarole, dont Simone qui est un calme comme Sandro. Mais dans Florence les adversaires sont de plus en plus remontés et bientôt, le dimanche des rameaux ils font la révolution. Savonarole est arrêté, on le soumet tous les jours à l'estrapade. Finalement, le 23/05/1498, veille de l'ascension, on le mène au bûcher avec 2 moines dominicains. Il a 42 ans.
Dans ce même temps, Pipo a annoncé son mariage à Sandro qu'il veut pour témoin. Il va être père. Sandro est triste car il va perdre son ami qui sera accaparé par sa paternité. Déjà Vespucci est moins disponible, pris qu'il est par son neveu Amerigo, découvreur du nouveau monde, en concurrence avec Christophe Colomb.
Sandro emmène Simone à Carpe Diem pour le mettre  l'abri et qu'il y écrive sa "ronaca" recouvrant la vie et l'œuvre de Savonarole. Mais Sandro reste très marqué par toutes ces luttes, ces morts de Florence. Il sombre dans la mélancolie, ne peint plus, ne dort plus, n'honore plus ses commandes. Luca est inquiet. Esmeralda, la mère de Sandro, se décide à mourir. L'enterrement a lieu à Florence, dans le caveau où sont déjà ses 4 sœurs, son père et 2 de ses frères. Lucrezia, Sandra et Giacomo assistent à la cérémonie. Le père et le fils se rencontrent pour la première fois.
Sandro doit mettre Simone à l'abri à Bologne. Carpe Diem n'est plus assez sûr, trop proche de Florence où l'épuration se poursuit. Lorenzo ne peut y entrer la haine des Medicis y est encore forte.
Le mariage de Pipo se prépare à la campagne, à Trebbio, dans la propriété de Lorenzo. On ne peut faire la fête à Florence. Les artistes y sont encore mal vus. D'autant qu'après la peste et Savonarole, la fin du siècle approche avec ses prédictions de fin du monde. Giacomo lie connaissance avec son peut être père. Ils sont gênés tous 2. Quelques fresques de Sandro sont à Trebbio. Giacomo reconnaît sa mère dans ces fresques. Sandro dit qu'il y a aussi Lucrezia et Pipo. Sandra accueille ses meilleurs amis depuis la peste Francesco Giocondo et sa femme Lisa, qui est aussi enceinte.
Catherine que Pipo peint sans relâche, accouche de Roberto. Elle est bientôt à nouveau enceinte. Giacomo entre à l'université de Pise. Sandra s'occupe de Sandro qui reprend quelque goût à la vie en ayant l'impression d'être complètement passé à côté de la vraie vie. Il veut réaliser un hommage à Sandra. Tableau de petit format qui doit tenir sur ses genoux car il ne peut plus peindre debout. C'est "La calomnie d'Apelle". Ensuite Sandro et Sandra partent tous 2 seuls quelques jours à Carpe Diem où ils retrouvent leur amour comme au premier jour.
Lorsqu'ils rentrent à Florence le retour de Léonard est annoncé. Sandro est réjoui, il envoie Luca le chercher. Leur retrouvaille est un grand moment de bonheur. Chacun dit à l'autre qu'il l'admire, qu'il est le plus grand.
Le 24 avril 1500 Léonard invite Sandro et ses proches à venir voir sa Sainte Anne qui n'est encore qu'un dessin. Sandro est émerveillé, Pipo aussi. Sandro présente enfin Sandra à Léonard. Ils se disent qu'ils peuvent compter l'un sur l'autre pour soutenir Sandro.
Le style de Léonard est très différent de celui de Sandro qui privilégiait la ligne. Léonard développe le modelé. Leur compétition amicale dure 3 ans. Michel Ange les déteste, surtout Léonard.
Francesco Giocondo demande à Sandro un portrait de sa femme Lisa après la perte de leur enfant. Sandro ne se sent pas. Il propose Léonard qui tombe sous le charme de Lisa. Les séances de pose durent 3 ans ! Tout le monde veut voir ce tableau. Léonard organise les visites : une personne à la fois. Sandro a déjà remis 2 rendez-vous. Pipo y est allé. Il a été foudroyé ! Le lendemain il meurt d'une crise cardiaque. A 47 ans, il laisse 3 enfants de 4 ans, 2 ans et 10 mois. Lucrezia, Sandra et Sandro sont inconsolables. Quelques jours après l'enterrement qui a lieu le 18/04/1504 Sandro se fait conduire chez Léonard. A la vue de Mona Lisa il se sent enfoncé, dépassé, assassiné plutôt. "Même en vivant 100 de plus je n'aurais pas pu, pas su". Il ne peindra plus ! Avec la mort de Pipo, il pense qu'il n'a plus qu'à mourir également. Il ne sert plus à rien. Mais Sandra lui dit qu'elle a besoin de lui, ainsi que Lucrezia et Giacomo. Ils décident de partir pour Carpe Diem où s'écouleront quelques années heureuses dans la nature, sans peinture. Sandro s'éteindra le 17 mai 1510.

## La trilogie
- 2003 : La Passion Lippi, Télémaque, Paris  (ISBN 9782753300002)
- 2005 : Le Rêve Botticelli, Télémaque, Paris  (ISBN 9782753300262)
- 2007 : L'Obsession Vinci, Télémaque, Paris  (ISBN 9782753300569)